# Weeds
Weeds (em Portugal, Erva) é uma série que figura entre os géneros de humor negro, drama e sátira criada por Jenji Kohan, produzida pela Lionsgate Television para o canal pago Showtime.
O enredo desenvolve-se em torno de Nancy Botwin (Mary-Louise Parker), uma dona de casa vivendo em um subúrbio padrão da Califórnia (mote da música de abertura) que, após o súbito falecimento do seu marido, começa a vender maconha a seus vizinhos para conseguir sustentar seus dois filhos e manter o padrão de vida. A inspiração da série vem da explosão de cultivadores da planta por causa dos acontecimentos envolvendo a emergente comunidade de consumo médico na Califórnia, embora o seriado enfoque a venda ilegal, mesmo em um bairro de classe média, o fenómeno da venda da droga sob prescrição seja coadjuvante. O título é uma brincadeira com a palavra coloquial da maconha (em português, Ervas), cuja atual ascensão se dá junto ao rápido crescimento dos luxuosos subúrbios norte-americanos de casas pré-moldadas - todas iguais -, fato refletido no tema de abertura das primeiras três temporadas da série, "Little Boxes", interpretado de forma muito criativa por mais de 20 artistas diferentes durante a segunda e a terceira temporada.
Weeds teve oito temporadas e foi ao ar pela primeira vez em agosto de 2005. No seu primeiro ano, obteve o maior público para o canal Showtime até então. E na estreia de sua quarta temporada atraiu 1.3 milhões de telespectadores, a maior audiência do canal, e a temporada inteira teve público médio de 962,000 pessoas. Em 13 de junho de 2012 o canal Showtime anunciou o cancelamento da série e o último episódio foi ao ar em 16 de setembro de 2012.
Mary-Louise Parker ganhou um Globo de Ouro e foi indicada 3 vezes ao Emmy pela sua performance na série, e Jenji Kohan um WGA (Writer's Guild Award) pelo seu roteiro do episódio piloto.

## Produção
Os cenários externos da série foram gravados, quase que exclusivamente, no Stevenson Ranch, um subúrbio de Santa Clarita Valley, California. A cena da grande fonte com a placa de 'Agrestic' vista na abertura das temporadas 1-3 foi filmada na esquina da Stevenson Ranch Parkway com a Holmes Place. O nome 'Stevenson Ranch', foi digitalmente substituído por 'Agrestic' e depois por 'Majestic' em episódios posteriores.
A imagem de satélite mostrada nessa mesma abertura foi tirada sobre "Calabasas Hills", um condomínio privado em Calabasas, California.

## Elenco e Equipe
| Ator/Atriz         | Papel          | Episódios |
| ------------------ | -------------- | --------- |
| Mary-Louise Parker | Nancy Botwin   | 102       |
| Elizabeth Perkins  | Celia Hodes    | 63***     |
| Kevin Nealon       | Doug Wilson    | 102       |
| Hunter Parrish     | Silas Botwin   | 102       |
| Alexander Gould    | Shane Botwin   | 102       |
| Justin Kirk        | Andy Botwin    | 99†       |
| Andy Milder        | Dean Hodes     | 57**      |
| Allie Grant        | Isabelle Hodes | 57‡       |
| Romany Malco       | Conrad Shepard | 38*       |
| Tonye Patano       | Heylia James   | 41*       |

| Membro da equipe    | papel            |
| ------------------- | ---------------- |
| Jenji Kohan         | Criadora         |
| Brian Dannelly      | Produtor/Diretor |
| Craig Zisk          | Produtor/Diretor |
| Christopher Misiano | Diretor†         |

| Ator/Atriz            | Papel                               | Temporadas que apareceu |
| --------------------- | ----------------------------------- | ----------------------- |
| Indigo                | Vaneeta                             | 1 - 3                   |
| Haley Hudson          | Quinn Hodes                         | 1, 4 - 5                |
| Maulik Pancholy       | Sanjay                              | 1 - 5, 8                |
| Renée Victor          | Lupita                              | 1 - 5, 8                |
| Becky Thyre           | Pam                                 | 1 - 4, 8                |
| Martin Donovan        | Peter Scottson                      | 1 - 2                   |
| Shoshannah Stern      | Megan                               | 1 - 2, 8                |
| Matthew Modine        | Sullivan Groff                      | 3                       |
| Page Kennedy          | U-turn                              | 2 - 3                   |
| Fatso-Fasano          | Marvin                              | 2 - 4, 8                |
| Eden Sher             | Gretchen                            | 2                       |
| Rene Auberjonois      | Mr. Albin                           | 1 - 2                   |
| Mary-Kate Olsen       | Tara Lindman                        | 3                       |
| Jack Stehlin          | Captain Roy Till                    | 2 - 5                   |
| Julanne Chidi\|Hill   | Clinique                            | 3 - 4                   |
| Guillermo Díaz        | Guillermo García Gómez              | 3 - 6, 8                |
| Tracii Show           | Jada Henderson                      | 1                       |
| Tressa DiFiglia       | Maggie                              | 1                       |
| Meital Dohan          | Yael Hoffman                        | 2, 8                    |
| Ron Canada            | Joseph                              | 2                       |
| Zooey Deschanel       | Kat Wheeler                         | 2 - 3                   |
| Shawn Michael Patrick | Agente George "Fundis" Fundislavsky | 2 - 3                   |
| Daryl Sabara          | Tim Scottson                        | 1 - 3, 8                |
| Smith Brooke          | Valerie Scottson                    | 3                       |
| Albert Brooks         | Lenny Botwin                        | 4                       |
| Vincent Laresca       | Alejandro                           | 1 - 2                   |
| Sprague Grayden       | Denise                              | 3                       |
| Jeffrey Dean Morgan   | Judah Botwin                        | 1                       |
| Lexington Steele      | Ele mesmo                           | 3                       |
| Carrie Fisher         | Arlene Cutter                       | 3                       |
| Rod Rowland           | Chess                               | 3                       |
| Demián Bichir         | Esteban Reyes                       | 4 - 6                   |
| Julie Bowen           | Lisa                                | 4                       |
| Enrique Castillo      | Cesar                               | 4 - 6                   |
| Joey Luthman          | Rad Ferris                          | 4                       |
| Madera                | Ignacio                             | 4 - 6                   |
| Ramón Franco          | Sucio                               | 4 - 5                   |
| Larry Joe Campbell    | C.P Jones                           | 5                       |
| Jennifer Jason Leigh  | Jill Price-Grey                     | 5 - 8                   |
| Alanis Morissette     | Dra. Audra Kitson                   | 5, 6                    |

## Tema de Abertura
A música tema de abertura da série , Little Boxes, é da cantora folk Malvina Reynolds. A música, uma crítica ao modo de vida monótono e insípido dos subúrbios americanos mostrada inclusive na série, foi regravada criativamente por inúmeros artistas, sendo utilizados em vários episódios. Dentre os artistas, estão Elvis Costello, Death Cab For Cutie, Regina Spektor, The Shins, Rise Against e Linkin Park.

## No Brasil
Weeds atualmente é exibida nos canais pagos Cinemax e A&E. A série também já teve exibições no canal GNT. Os DVD's das 4 primeiras temporadas foram lançados no Brasil pela Sony Pictures Home Entertainment entre 2007 e 2009, mas por conta da fusão Fox-Sony o lançamento dos DVD's restantes da série foram cancelados.
As oito temporadas já estiveram presentes na Netflix, porém hoje não se encontram mais.

## Em Portugal
A série (Erva, embora o título original também seja de uso comum) tem vindo a ser transmitida (e re-transmitida) desde 2006 pelo canal genérico/gratuito RTP2 e desde 2009 também pelo canal de cabo/pago MOV. Ambos transmitiram as primeiras seis temporadas. A 7ª temporada estreou em Agosto de 2011 na RTP2 e em Setembro de 2011 no MOV.

Os DVD's das 6 primeiras temporadas foram lançados em Portugal pela Sony Pictures Home Entertainment entre 2008 e 2012.

## Episódios

### Primeira temporada (2005)
| #  | Título                    | Transmissão EUA |
| -- | ------------------------- | --------------- |
| 0  | "Suburban Shakedown"      | 01/Ago/2005     |
| 1  | "You Can't Miss the Bear" | 07/Ago/2005     |
| 2  | "Free Goat"               | 15/Ago/2005     |
| 3  | "Good Shit Lollipop"      | 22/Ago/2005     |
| 4  | "Fashion of the Christ"   | 29/Ago/2005     |
| 5  | "Lude Awakening"          | 05/Set/2005     |
| 6  | "Dead in the Nethers"     | 12/Set//2005    |
| 7  | "Higher Education"        | 19/Set/2005     |
| 8  | "The Punishment Light"    | 29/Set/2005     |
| 9  | "The Punishment Lighter"  | 03/Out/2005     |
| 10 | "The Godmother"           | 10/Out/2005     |

### Segunda temporada (2006)
| #  | Título                       | Transmissão EUA |
| -- | ---------------------------- | --------------- |
| 1  | "Corn Snake"                 | 14/Ago/2006     |
| 2  | "Cooking With Jesus"         | 21/Ago/2006     |
| 3  | "Last Tango in Agrestic"     | 28/Ago/2006     |
| 4  | "A.K.A. The Plant"           | 04/Set/2006     |
| 5  | "Mrs. Botwin's Neighborhood" | 11/Set/2006     |
| 6  | "Crush Girl Love Panic"      | 18/Set/2006     |
| 7  | "Must Find Toes"             | 25/Set/2006     |
| 8  | "MILF Money"                 | 02/Out/2006     |
| 9  | "Bash"                       | 09/Out/2006     |
| 10 | "Mile Deep and a Foot Wide"  | 16/Out/2006     |
| 11 | "Yeah, Like Tomatoes"        | 23/Out/2006     |
| 12 | "Pittsburgh"                 | 30/Out/2006     |

### Terceira temporada (2007)
| #  | Título                         | Transmissão EUA |
| -- | ------------------------------ | --------------- |
| 1  | "Doing the Backstroke"         | 13/Ago/2007     |
| 2  | "A Pool and His Money"         | 20/Ago/2007     |
| 3  | "The Brick Dance"              | 27/Ago/2007     |
| 4  | "Shit Highway"                 | 03/Set/2007     |
| 5  | "Bill Sussman"                 | 10/Set/2007     |
| 6  | "Grasshopper"                  | 17/Set/2007     |
| 7  | "He Taught Me How to Drive By" | 24/Set/2007     |
| 8  | "The Two Mrs. Scottsons"       | 01/Out/2007     |
| 9  | "Release the Hounds"           | 08/Out/2007     |
| 10 | "Roy Till Called"              | 15/Out/2007     |
| 11 | "Cankles"                      | 22/Out/2007     |
| 12 | "The Dark Time"                | 29/Out/2007     |
| 13 | "Risk"                         | 05/Nov/2007     |
| 14 | "Protection"                   | 12/Nov/2007     |
| 15 | "Go"                           | 19/Nov/2007     |

### Quarta temporada (2008)
| #  | Título                                                        | Transmissão EUA |
| -- | ------------------------------------------------------------- | --------------- |
| 1  | "Mother Thinks the Birds Are After Her"                       | 16/Jun/2008     |
| 2  | "Lady's a Charm"                                              | 23/Jun/2008     |
| 3  | "The Whole Blah Damn Thing"                                   | 30/Jun/2008     |
| 4  | "The Three Coolers"                                           | 7/Jul/2008      |
| 5  | "No Man is Pudding"                                           | 14/Jul/2008     |
| 6  | "Excellent Treasures"                                         | 21/Jul/2008     |
| 7  | "Yes I Can"                                                   | 28/Jul/2008     |
| 8  | "I Am the Table"                                              | 4/Ago/2008      |
| 9  | "Little Boats"                                                | 11/Ago/2008     |
| 10 | "The Love Circle Overlap"                                     | 18/Ago/2008     |
| 11 | "Head Cheese"                                                 | 25/Ago/2008     |
| 12 | "Till We Meet Again"                                          | 8/Set/2008      |
| 13 | "If You Work for a Living, Why Do You Kill Yourself Working?" | 15/Set/2008     |

### Quinta temporada (2009)
| #  | Título                    | Transmissão EUA |
| -- | ------------------------- | --------------- |
| 1  | "Wonferful Wonderful"     | 8/Jun/2009      |
| 2  | "Machetes Up Top"         | 15/Jun/2009     |
| 3  | "Su-Su-Sucio"             | 22/Jun/2009     |
| 4  | "Super Lucky Happy"       | 29/Jun/2009     |
| 5  | "Van Nuys"                | 6/Jul/2009      |
| 6  | "A Modest Proposal"       | 13/Jul/2009     |
| 7  | "Where the Sidewalk Ends" | 20/Jul/2009     |
| 8  | "A Distinctive Horn"      | 27/Jul/2009     |
| 9  | "Suck 'N' Spit"           | 3/Ago/2009      |
| 10 | "Perro Insano"            | 10/Ago/2009     |
| 11 | "Ducks and Tigers"        | 17/Ago/2009     |
| 12 | "Glue"                    | 24/Ago/2009     |
| 13 | "All About My Mom"        | 31/Ago/2009     |

### Sexta temporada (2010)
| #  | Título                         | Transmissão EUA |
| -- | ------------------------------ | --------------- |
| 1  | "Thwack"                       | 16/Ago/2010     |
| 2  | "Felling and Swamping"         | 23/Ago/2010     |
| 3  | "A Yippity Sippity"            | 30/Ago/2010     |
| 4  | "Bliss"                        | 13/Set/2010     |
| 5  | "Boomerang"                    | 20/Set/2010     |
| 6  | "A Shoe for a Shoe"            | 27/Set/2010     |
| 7  | "Pinwheels and Whirligigs"     | 4/Out/2010      |
| 8  | "Gentle Puppies"               | 11/Out/2010     |
| 9  | "To Moscow, and Quickly"       | 18/Out/2010     |
| 10 | "Dearborn-Again"               | 25/Out/2010     |
| 11 | "Viking Pride"                 | 1/Nov/2010      |
| 12 | "Fran Tarkenton"               | 8/Nov/2010      |
| 13 | "Theoretical Love is Not Dead" | 15/Nov/2010     |

### Sétima temporada (2011)
| #  | Título                          | Transmissão EUA |
| -- | ------------------------------- | --------------- |
| 1  | "Bags"                          | 27/Jun/2011     |
| 2  | "From Trauma Cometh Something"  | 4/Jul/2011      |
| 3  | "Game-Played"                   | 11/Jul/2011     |
| 4  | "A Hole In Her Niqab"           | 18/Jul/2011     |
| 5  | "Fingers Only Meat Banquet"     | 25/Jul/2011     |
| 6  | "Object Impermanence"           | 1/Ago/2011      |
| 7  | "Vehement v. Vigorous"          | 8/Ago/2011      |
| 8  | "Synthetics"                    | 15/Ago/2011     |
| 9  | "Cats! Cats! Cats!"             | 22/Ago/2011     |
| 10 | "System Overhead"               | 29/Ago/2011     |
| 11 | "Une Mere Que J'amerais Baiser" | 12/Set/2011     |
| 12 | "Qualitative Spatial Reasoning" | 19/Set/2011     |
| 13 | "Do Her/Don't Do Her"           | 26/Set/2011     |

### Oitava temporada (2012)
| #  | Título                                 | Transmissão EUA |
| -- | -------------------------------------- | --------------- |
| 1  | "Messy"                                | 1/Jul/2012      |
| 2  | "A Beam of Sunshine"                   | 8/Jul/2012      |
| 3  | "See Blue and Smell Cheese and Die"    | 15/Jul/2012     |
| 4  | "Only Judy Can Judge"                  | 22/Jul/2012     |
| 5  | "Red in Tooth and Claw"                | 29/Jul/2012     |
| 6  | "Allosaurus Crush Castle"              | 5/Ago/2012      |
| 7  | "Unfreeze"                             | 12/Ago/2012     |
| 8  | "Five Miles From Yetzer Hara"          | 19/Ago/2012     |
| 9  | "Saplings"                             | 26/Ago/2012     |
| 10 | "Threshold"                            | 2/Set/2012      |
| 11 | "God Willing and the Creek Don't Rise" | 9/Set/2012      |
| 12 | "It's Time, Part 1"                    | 16/Set/2012     |
| 13 | "It's Time, Part 2"                    | 16/Set/2012     |

## Recepção da crítica
Em sua primeira temporada, Weeds teve recepção geralmente favorável por parte da crítica especializada. Com base de 29 avaliações profissionais, alcançou uma pontuação de 70% no Metacritic. Por votos dos usuários do site, atinge uma nota de 8.2, usada para avaliar a recepção do público.

## Prémios e indicações

### Prémios ganhos
Satellite Awards:
- Melhor Atriz numa Série de Comédia - Mary-Louise Parker (2005)

Globo de Ouro:
- Melhor Atriz numa Série de Comédia - Mary-Louise Parker (2006)

### Indicações
Globo de Ouro
Melhor Série de Tv - Comédia (2006, 2007, 2009)
Melhor Atriz Coadjuvante- ComédiaElizabeth Perkins (2006, 2007)
Melhor Atriz - Comédia Mary-Louise Parker (2007, 2008, 2009)
Melhor Ator Coadjuvante - Comédia Justin Kirk (2007)
Screen Actors Guild
Melhor Atriz - Comédia Mary-Louise Parker (2006, 2007, 2008, 2009)
Satellite Awards
Melhor Atriz - Comédia Elizabeth Perkins (2005)
Melhor Atriz - Série de Tv, filme para Tv ou mini-série Elizabeth Perkins(2006)
Melhor Atriz - Comédia Mary-Louise Parker (2006, 2008)
Melhor Ator - Série de Tv, filme para Tv ou mini-série  Justin Kirk (2007)
Melhor Série de Tv - Comédia (2007, 2008)
Emmy Awards
Melhor Atriz coadjuvante - Comédia Elizabeth Perkins (2006, 2007, 2009)
Melhor Direção - Comédia por Craig Zisk, pelo episódio Good Shit Lollipop (2006)
Melhor Elenco (2006, 2007)
Melhor tema de Abertura (2006)
Melhor Série - Comédia (2009)